# 利普尼基 (盧吉尼區)
51°10′36″N 28°27′22″E / 51.17667°N 28.45611°E
利普尼基（烏克蘭語：Липники），是烏克蘭北部的村莊，隸屬日托米爾州的科羅斯滕區。該村處於波爾昌卡河畔，始建於1618年，面積3.8平方公里，海拔高度182米，2001年人口1,643，人口密度每平方公里432.37人。